# Ром
 Тази статия е за алкохолната напитка.  За етническата група вижте Цигани.  
Ромът е дестилирана алкохолна напитка, направена от остатъчните продукти на захарната тръстика (меласа) и тръстиков сироп, чрез процес на ферментация и дестилация. Бистрият дестилат обикновено се налива да „старее“ в бъчви от дъбова или друга дървесина. Допълнително по-тъмен цвят на рома се получава с прибавянето на карамел.
Известни области на производство на ром са Карибите и поречието на река Демерара в Южна Америка, както и в по-малка степен Австралия, Индия, остров Реюнион и др. Ромът е част от културата на много от островите от Западните Индии, свързва се и с Британския кралски флот и пиратите.
Ромът се произвежда в множество разновидности. Леките („бели“) ромове обикновено се използват в коктейли, докато „златният“ и тъмният ром се ползват в кулинарията. Първокласните марки ром се консумират чисти или с лед. По-известни коктейли, в чийто състав влиза ром:
- Акапулко
- Дайкири
- Куба Либре
- Мохито
- Пиня колада

## История
Историята на рома започва на карибските острови по времето на Колумб и е тясно свързана с производството на захар. Екипажът на Христофор Колумб донася при неговото второ пътуване през 1493 растението, което променя икономиката на целия регион – захарната тръстика. Родом от канарските острови, където климатът е подобен, тя процъфтява в топлия и влажен район на Карибско море. Колонистите на карибските острови (специално в Барбадос) скоро забелязват, че от меласата (остатъка от преработената захарна тръстика) може да се дестилира алкохолна напитка.
През 1670-те, питието придобива името, с което е известно и до днес – „ром“. Смята се, че това име идва от думата „rumbillion“, която на тогавашния английски провинциален жаргон е означавала врява или шум. Друго име на напитката от този период е „Kill Devil“, което се отнася с еднаква сила и към силния махмурлук след пиенето на ром, както и към вярването, че напитката има лечебен ефект. Във Франция наричат напитката „rhum“, а в Испания „ron“.
Заселниците на Карибските острови пиели ром, за да лекуват различни заболявания типични за тропическия климат, а собствениците на захарни плантации продавали с големи отстъпки ром на военните кораби с цел да ги задържат за повече време като предпазна мярка срещу пирати. Моряците бързо свикнали с рома поради една много важна причина – ромът се запазвал много по-лесно и оставал в добро състояние много по-дълго от водата и бирата, като след отлежаване вкусът дори се подобрявал. Така през 1730-те Британският флот въвежда дневна дажба от около 300 ml 80% ром на всеки моряк. Поради големия брой проблеми свързани с препиване във флота през 1740 година адмирал Върнон (по прякор „Old Grog“) въвежда практиката да се разрежда рома с вода, откъдето произлиза напитката „грог“. Дневната дажба на всеки моряк става 70 ml ром, разреден със 150 ml вода. Тази традиция остава в сила до 28 януари 1970 година, когато е отменена от британския парламент. Интересен факт, свързан с рома в Британския флот, е, че за да съхранят тялото на адмирал Нелсън след битката при Трафалгар през 1805, моряците го поставят в бъчва с ром и така ромът получава прякора „кръвта на Нелсън“.
Постепенно ромът започва да се разпространява по целия свят. Британските острови изнасят ром за Великобритания, където го използват широко като съставка за различни пуншове и където през 18 век ромът е по-популярен дори от традиционния джин. През същия век британският парламент забранява на Британските колонии да търгуват алкохол помежду си и започва практиката вместо ром към Северна Америка да се изнася меласа, от която впоследствие се дестилира ром. Така се появява т.нар. „робски триъгълник“ – меласата се превозва до Нова Англия, където от нея се произвежда ром. Ромът се транспортира към Западна Африка, където го разменят за роби, а робите били изпращани да работят в захарните плантации на Карибските острови и в Америка.
С въвеждането на нови методи за производство на захар от захарно цвекло, търсенето на захар в Европа намалява. Това води намаляване на производството на захарна тръстика и съответно на ром. В началото на 20 век ромът губи позициите си на популярна напитка и почти не се употребява в Америка и Европа до втората половина на века, когато с развитието на туризма започва голям приток на хора към Карибските острови, където ромът все още е доминиращ. Постепенно нараства популярността на коктейлите, направени с ром. Навлиза и употребата на отлежали ромове вместо уиски, коняк и подобни напитки. Силните ромове от Гвиана и Ямайка могат да задоволят вкуса на всеки почитател на уиски, докато изтънчените ромове от Мартиника и Гваделупа биха впечатлили дори ценителите на скъпи френски коняци.

## Региони на производство
Карибските острови са епицентърът на производството на ром. Всеки по-голям остров има свой уникален ром.
- Барбадос произвежда по-леки и сладки ромове. Този остров се смята за родина на рома и спиртоварната Mount Gay, създадена през 1663 година, е вероятно най-старият действащ производител на ром света.
- Куба е родина на леки, изчистени и с по-остър вкус ромове. Преди идването на Фидел Кастро на власт Куба е била един от най-големите и известни производители на ром, но след това голяма част от собствениците на спиртоварни напускат страната. Има голям брой ромове, които се произвеждат по кубинската традиция, но най-често извън Куба в страни като Пуерто Рико и САЩ. Сред най-известните кубински ромове са Havana Club и Ron Matusalem Gran Reserva (произвежда се в Доминиканската република).
- Доминиканската република е известна с отлежалите, с богат вкус ромове, които се произвеждат само с местен захарен сироп и меласа.
- Гвиана се отличава с богатите тежки ромове Demerara, кръстени на местна река. Тези ромове могат да отлежават за много дълги периоди от време и често се използват като добавка към по-леките ромове от другите регион. Подобни тежки ромове се произвеждат в съседните Суринам и Френска Гвиана.
- Хаити следва френските традиции за производство на по-тежки ромове, двойно дестилирани, отлежаващи в дъбови бъчви три или повече години. Крайният резултат е богати на вкусове, изключително пивки ромове.
- Ямайка е добре позната с ароматните си силни и богати на вкус ромове, сред които Appletons и Myers.
- Мартиника е френски остров, на който се намира най-големият брой дестилерии в Източните Кариби. Както и на другите френски острови като Гваделупа, там се произвеждат ромове и от захарен сироп („rhum agricole“), и от меласи („rhum indistriel“). Тези ромове отлежават в конячени бъчви поне три години, като така наречените „rhum vieux“ (ромове, които отлежават по-дълго време) могат да се сравняват с френски коняк.
- Пуерто Рико произвежда предимно светли, много сухи ромове. По закон всички бели пуерторикански ромове трябва да са отлежали поне една година, а тъмните поне три. В Пуерто Рико се произвеждат най-известните ромове в света ром – Bacardi и Captain Morgan.
- Тринидад е един от големите износители на светли ромове.
- Вирджинските острови произвеждат леки светли ромове за коктейли. Тези ромове както и произведените в съседна Гренада се използват и като основа за така наречения „bay Rum“ – класически лосион за след бръснене.
- Гватемала и Никарагуа се намират в Централна Америка, където се произвеждат предимно средно силно ромове, които са много подходящи за отлежаване и напоследък започват да печелят международно признание.
- Бразилия е производител на големи количества светли ромове от пресен захарен сироп, известни под името кашаса („Cachaca“).
- Венецуела е родина на няколко уважавани марки отлежали тъмни ромове, сред които Santa Teresa и Pampero.
- В южните щати на САЩ се намират няколко дестилерии на ром, които произвеждат цяла гама от светли и средно тежки ромове, продавани с имена от Карибския регион.
- Канада продължава 300-годишната традиция да внася ром срещу рибни продукти, като внесените от Антигуа, Барбадос и Ямайка ромове отлежават по 5 години, в резултат на което се получава силен тъмен ром, известен още с местното название Screech.
- В Европа основно се бутилират вносни ромове. Англия и Франция внасят ром от бившите си колонии на Карибите, който допълнително отлежава и се бутилира на място. В Германия се внасят силни тъмни ромове от Ямайка, които се смесват с неутрални спиртни напитки в съотношение 1 към 19, от което се получава така нареченият „Rum verschnitt“. Подобна напитка се произвежда и в Австрия под названието „Inlander Rum“ – такъв е популярният австрийски ром Stroh.
- Австралия произвежда значително количество светли и „златни“ двойно дестилирани ромове, като ромът е втората по популярност алкохолна напитка на континента след бирата.
- Азиатските ромове са свързани с тихоокеанските региони, произвеждащи захарна тръстика, и най-вече със светлите и златни ромове произвеждани във Филипините и Тайланд.